# Agustín Salido
Agustín Salido y Estrada (Almodóvar del Campo, 22 de mayo de 1818 - marzo de 1891) fue un abogado, periodista y político español.

## Biografía
Estudió derecho en Granada; allí se dio a conocer en la revista La Alhambra. Propietario rural ilustrado, dueño de una ganadería de reses bravas, fue gobernador civil de varias provincias y le nombraron en 1875 comisario regio especial de Agricultura para la inspección de las provincias invadidas por la langosta, con cuyo cometido recorrió en los meses de mayo, junio, julio y agosto de ese año más de mil leguas; cuando en 1876 era gobernador civil de la provincia de Murcia, no dudó en utilizar al ejército para combatir un problema que había estudiado y conocía muy bien: la plaga de langosta en Cartagena y La Unión; había llegado a la conclusión de que una política activa ante este tipo de problemas era lo menos malo; también fue diputado por Ciudad Real en las legislaturas de 1843 y 1850-51, y por Almadén en la de 1857. 
De ideología liberal, sus escritos anticipan un reformismo propio del posterior Regeneracionismo; así, por ejemplo, en su estudio La langosta. Compendio de cuanto más notable se ha escrito sobre la plaga, naturaleza, vida e instintos de este insecto, y de los remedios que se han empleado y ordenado hasta el día para combatirlo, con todas las antiguas y modernas disposiciones dictadas en la materia, para que pueda servir de libro de consulta, á todas las corporaciones y autoridades administrativas del país (Madrid, 1874), libro fruto de tres décadas de recopilación y síntesis de trabajos de otros autores e incluso de horas de laboratorio y microscopio en observación del insecto; otra obra que refleja sus intereses reformistas es Caja de amparo de jornaleros (1847) etcétera. Escribió algunos artículos en El Labriego de Ciudad Real, dirigido por Francisco Rivas Moreno, con quien tanto tiene en común su labor. 
También compuso varias leyendas en verso, como Leyenda histórica de un suceso prodigioso, en verso y dedicado al Santísimo Cristo de la Humildad (Ciudad Real, 1870) y Leyenda histórica de la batalla y ruina de Alarcos, Ciudad Real, 1878. Otras obras suyas son Consejos y reflexiones, 1878 y Compendio de la Historia de Ciudad Real y de su patrona la Virgen del Prado (1866). En 1867 fue designado director del balneario de aguas ferruginosas de Puertollano.

## Obras
- La langosta. Compendio de todo cuanto más notable se ha escrito, sobre la plaga, naturaleza, vida e instintos de este insecto, y de los remedios que se han empleado y ordenado hasta el día para combatirlo, con todas las antiguas y modernas disposiciones dictadas en la materia, para que pueda servir de libro de consulta, a todas las corporaciones y autoridades administrativas del país. Contiene á su final, como resumen, un cuadro general de la vida y muerte de la langosta, y un proyecto de ley, y otro de instrucciones para combatirla, del compilador, Madrid, Imprenta, Fundición y Estereotipia de Don Juan Aguado, 1874.
- La langosta. Discusión sostenida en las columnas de "El Labriego de Ciudad-Real" sobre el proyecto de reforma de la Ley de 10 de enero de 1879 y conveniencia de variar radicalmente la Legislación del ramo, con los medios y remedios que deben emplearse contra el insecto, en este último período de la campaña de 1884 á 1885; su historia natural; noticias y artículos notables que en los últimos meses han publicado los periódicos sobre la plaga, y un Proyecto de Ley de defensa contra la langosta, Ciudad-Real, Imprenta y Librería de Ramón Clemente Rubisco, 1885.
- Noticias de las provincias y pueblos invadidos por la langosta (y memoria) sobre el estado general de la plaga en 31 de diciembre de 1875, Murcia, Estab. Tip. de La Paz, s.d.
- Caja de amparo de jornaleros (1847)
- Leyenda histórica de un suceso prodigioso, en verso y dedicado al Santísimo Cristo de la Humildad (Ciudad Real, 1870)
- Leyenda histórica de la batalla y ruina de Alarcos, Ciudad Real, 1878.
- Consejos y reflexiones, Ciudad Real, 1870.
- Consejos y reflexiones a su hija, Badajoz, 1878.
- Compendio de la Historia de Ciudad Real y de su patrona la Virgen del Prado (1866).